# Hal Nerdal
Hal Nerdal, né le 22 septembre 1927 en Norvège et mort le 11 septembre 2023 à Brisbane, est un coureur australien du combiné nordique. 

## Biographie
Hal Nerdal est né à Dalsgrenda, un petit village dans le nord de la Norvège. Elevé parmi une famille de dix enfants dans un environment rural, il émigre en 1951 pour travailler en tant que charpentier. Il rejoint le club YMCA à Canberra en 1958 et remporte les quatre titres nationaux entre 1959 et 1962.
Il a participé aux Jeux olympiques d'hiver de 1960 . Il a terminé 31e et dernier de l'épreuve de combiné nordique. Il s'agit de la seule participation de l'Australie à cette épreuve.